# Позбулася!
«Позбу́лася!», також «Позба́вилась!» (фр. Sauvée) — новела французького письменника Гі де Мопассана, видана в 1885 році. Твір оповідає про безчесну жінку, яка компрометує власного чоловіка щоби отримати розлучення. Ця оповідь є сюжетним продовженням новели «Признання», в ній також є спільні риси зі сценою викриття подружньої зради у романі «Любий друг», який вийшов друком навесні 1885 року.

## Історія
Вперше цю новелу надрукували у газеті «Gil Blas» 22 грудня 1885 року. Пізніше Гі де Мопассан включив її до складу збірки «Горля». Український переклад твору здійснив Максим Рильський. В його перекладі новела побачила світ у видавництві «Дніпро» двічі: у восьмитомному зібранні творів Гі де Мопассана (1969—1972) під назвою «Позбавилась!» і двотомному виданні вибраних творів письменника (1990) під осучасненим варіантом назви «Позбулася!».

## Сюжет
Маркіза де Реннедон кулею влетіла до вітальні до баронеси де Гранжері з чудовою новиною: вона позбулася ненависного чоловіка і отримала розлучення! На питання баронеси, як це їй вдалося, маркіза розповідає історію цього рукотворного «дива». Її чоловік має коханку, але поводиться настільки обачно, що спіймати його не перелюбі неможливо. Спровокувати його на фізичну грубість маркізі теж не вдалося. Тоді вона дістала фотокартку чоловікової коханки і за цим образом найняла вельми тямущу і спритну покоївку, що вже давно спеціалізується на розлученнях. Покоївці вдалося спокусити маркіза, про що заздалегідь було домовлено з «роботодавицею». Маркізі залишалося тільки запросити додому друзів і родичів і слушної миті несподівано завітати до спальні.

## Аналіз твору
Підґрунтя для подій цієї новели висвітлене в новелі «Признання», з якої читач дізнається, що маркіза вийшла заміж за розрахунком, а не через кохання, а тому швидко знеохотилась до любощів із чоловіком. Це зіпсувало його вдачу. Маркіз де Реннедон почав ревнувати дружину (спочатку безпідставно), та вона, змучившись від постійних принижень, швидко дала йому привід для підозр. У новелі «Позбулася!» показано подальший розвиток подій: тепер у цьому шлюбі остаточно щезли будь-яка згода і взаємоповага. Подружжя зраджує одне одного й робить це досить уміло й обережно. Однак жіноча підступність неперевершена, тому маркізі вдається скомпрометувати чоловіка за допомогою спільниці, чого він від жінки явно не очікував.
З погляду права для такого розгортання подій у XIX столітті були вагомі підстави: тоді неможливо було отримати розлучення на підставі несхожості характерів чи простої незгоди до подальшого співжиття. Фактично єдиними вагомими підставами, на які зважав тогочасний суд, були подружня зрада і фізичне насильство (завдання тілесних ушкоджень). Крім того, лише голослівних звинувачень у зраді було недостатньо, суд вимагав свідків перелюбу. Отже, така компрометація чоловіка з боку маркізи не була чимось екстравагантним.